# Llotja de Perpinyà

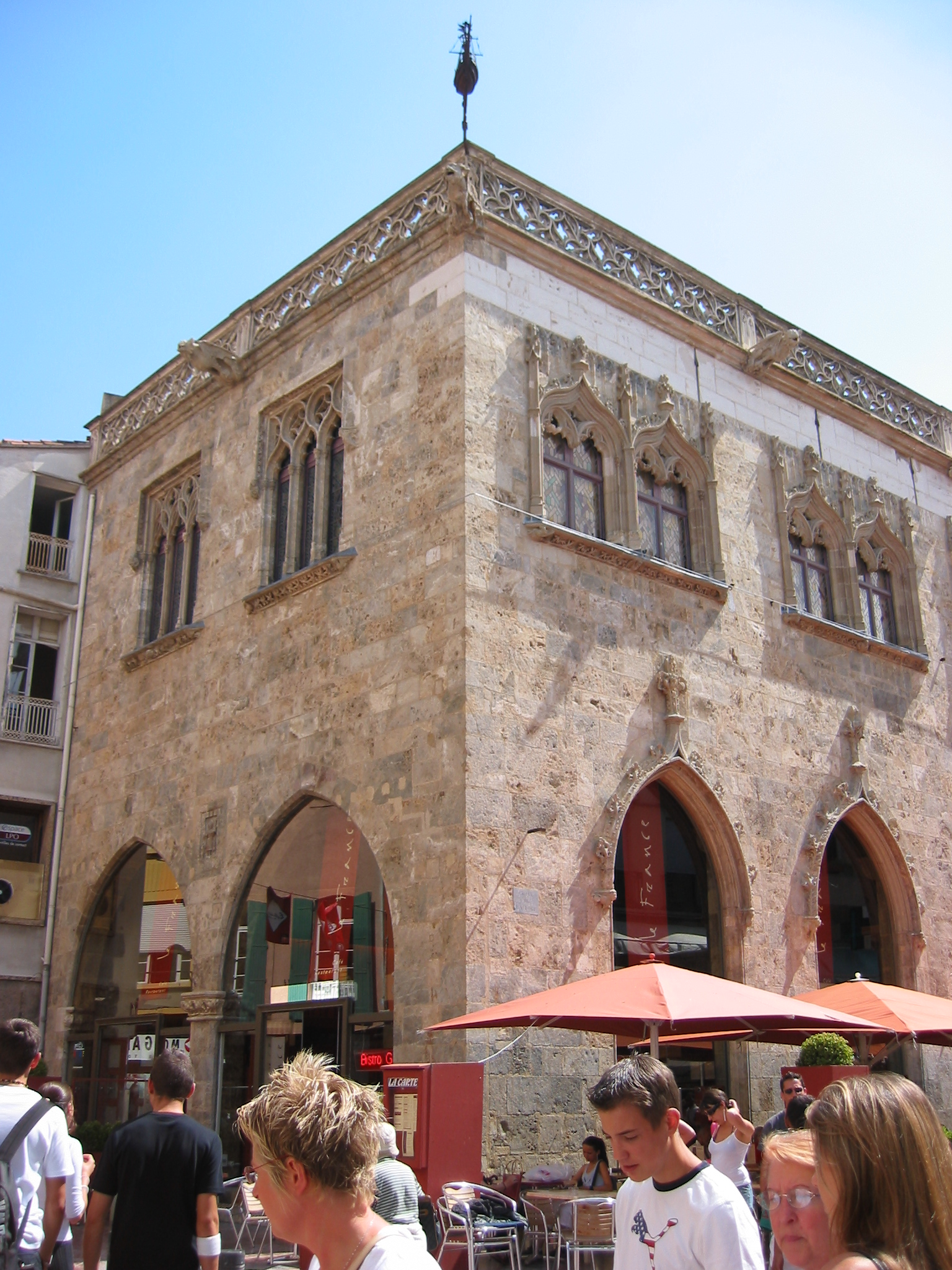
La Llotja, sector primigeni

La Llotja de Perpinyà, Llotja de Mar, és un edifici del gòtic civil mediterrani, construït a partir del segle xiv i acabada ja en el segle xvi de la ciutat de Perpinyà, a la comarca del Rosselló (Catalunya del Nord).
Es un exemple destacat de les llotges medievals, que són presents a les grans ciutats de la Corona d'Aragó (Barcelona, Palma, València, Saragossa, etc.) com a testimoni de la seva puixança comercial. Com a borsa va facilitar el comerç de productes com el vi, l'oli i el blat. Amb el temps, aquesta llotja va adaptar-se a les necessitats canviants dels mercaders, oferint serveis financers similars als de les altres llotges, com el crèdit comercial i la contractació d'assegurances.
Està situada a poca distància a l'oest de la catedral de Sant Joan Baptista, a la cantonada del carrer dels Marxants amb el de la Llotja, on es forma la plaça de la Llotja. D'ençà de l'Edat Mitjana que aquesta plaça forma el centre vital de Perpinyà, amb la presència dels diferents poders locals: la Borsa dels Mercaders o Llotja de Mar, la Casa de la Ciutat i el Palau de la Diputació.

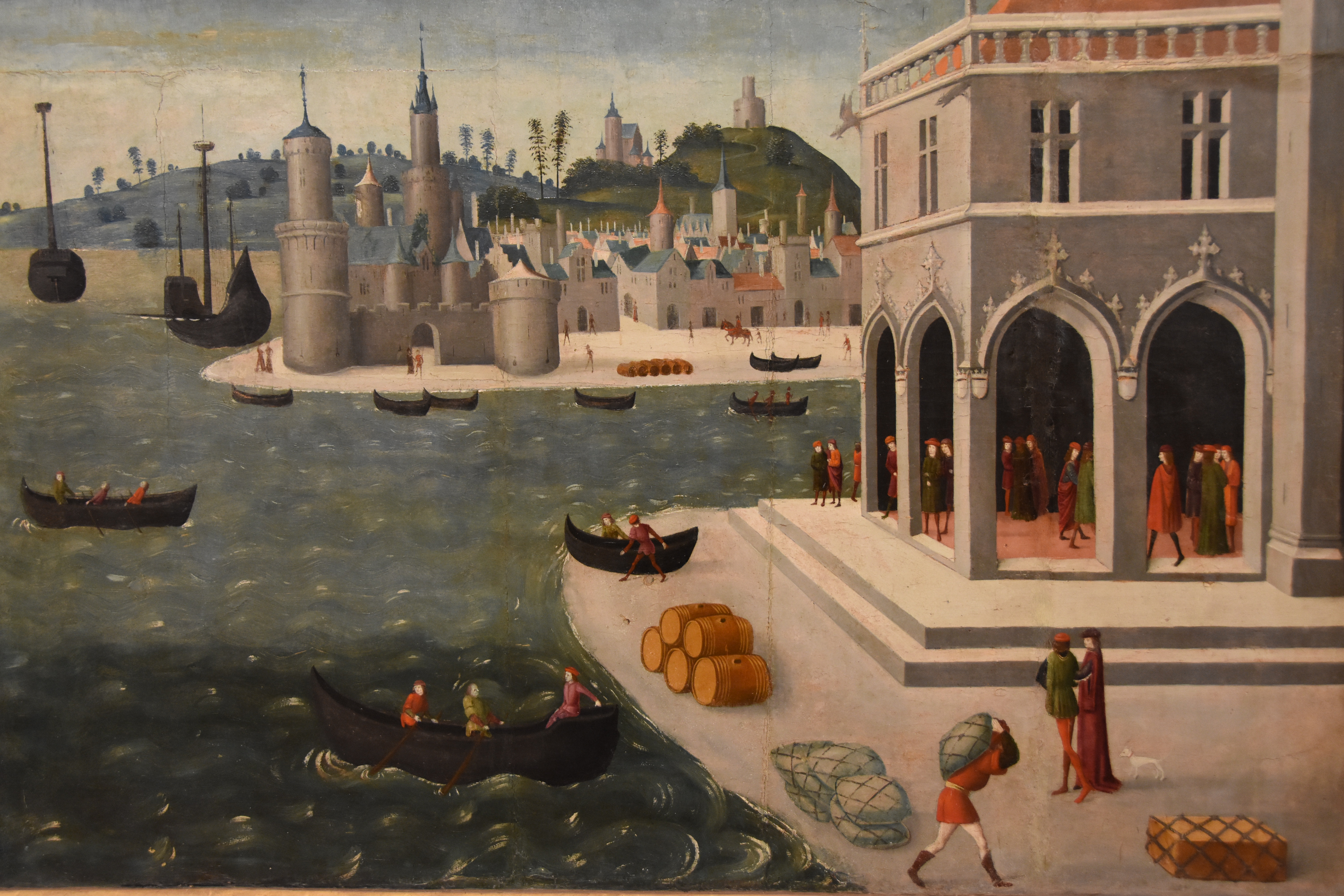
Representació imaginada de la Llotja de Perpinyà al Retaule de la Trinitat (1489) que presidia la capella de la mateixa Llotja

El 1388, Joan I creà un Consolat de mar destinat a reglamentar i afavorir el comerç de Perpinyà, essencialment basat en el vessant marítim. És només el 1397 que la primera llotja de mar és construïda en l'estil gòtic. Llavors només compta amb quatre arcades, que seran perllongades per dues obertures similars el 1540, dos anys després de l'entrada triomfal de Carles V a Perpinyà. Una placa commemorativa encastada entre les dues noves arcades és testimoni d'aquest eixamplament: "Regnant gloriosament a Espanya, Carles Quint, Emperador de Roma, així com els honorables cònsols de mar Honrat Fomer, burgès, i Francesc Mates, mercader, l'altra part va ser realitzada l'any de la redempció cristiana 1540”. Al segle xviii, el Mariscal de Mailly, governador del Rosselló, transformà la llotja de mar en teatre, la qual esdevindria posta després de la Revolució. Per fi, l'any 1841, la Vila de Perpinyà recuperà l'edifici i el 1842, s'hi instal·là, a la planta baixa, el Cafè de França. La còpia de l'antiga banderola d'angle, símbol del comerç marítim de la vila, va ser fixada en aquest moment.Posteriorment, als anys setanta del segle xx, s'hi va instal·lar un restaurant de menjar ràpid (fet no exempt de polèmica). Properament es preveu l'obertura en aquest lloc de l'oficina de turisme de Perpinyà.

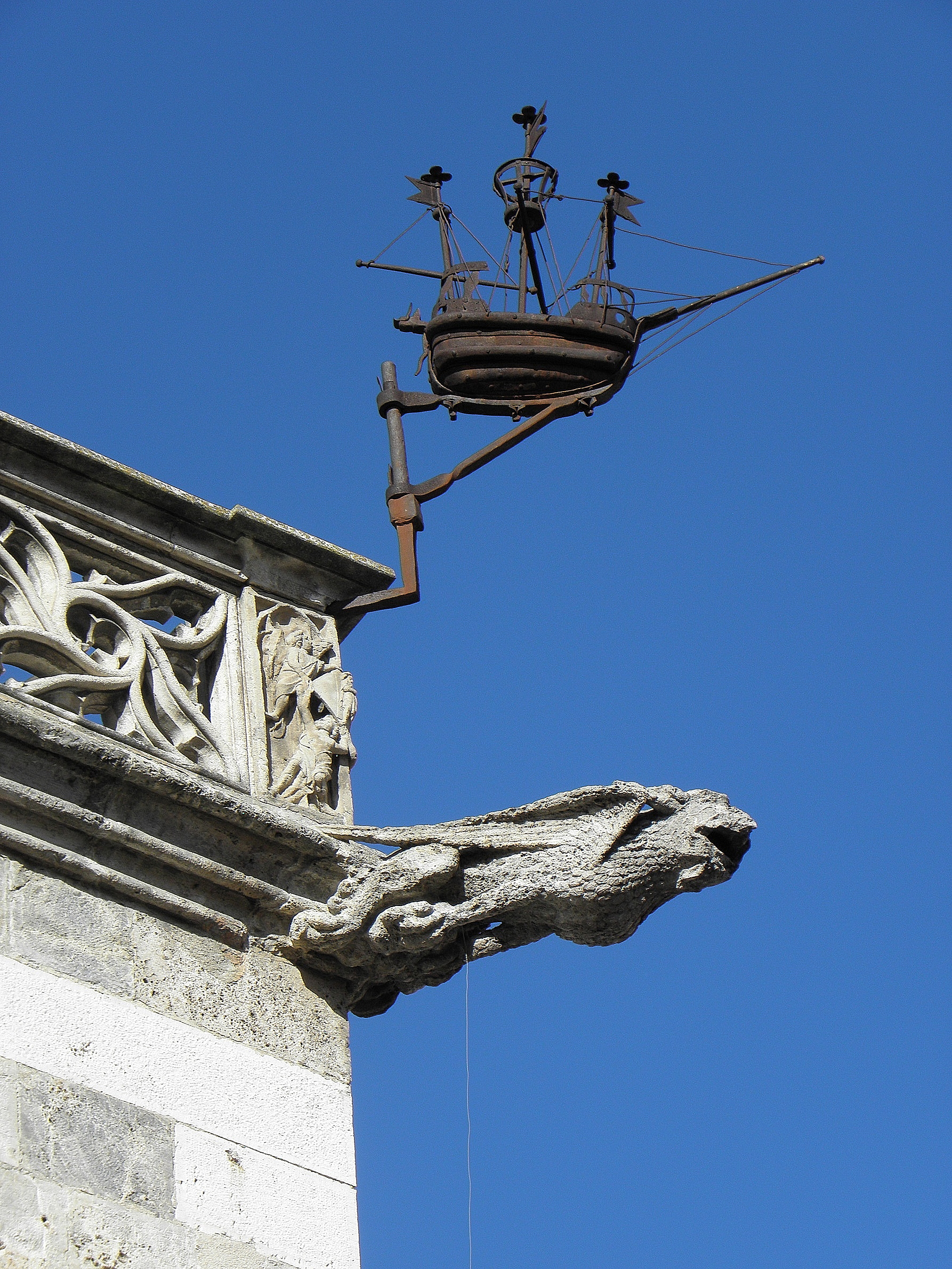
El penell en forma de vaixell, símbol del comerç marítim

A un cantó de l'edifici podem veure un penell en forma de vaixell, que simbolitza l'activitat marítima del Rosselló. Per això el nom de Llotja de Mar. En el primer pis de l'edifici hi havia la capella de la Trinitat, actualment desapareguda com a capella i integrada en les oficines municipals que ocupen tot el pis.
Al Museu d'Art Jacint Rigau s'exposa el Retaule de la Trinitat, datat el 1489, realitzat originalment per a aquesta capella i que a la part inferior conté una representació imaginària de la pròpia Llotja de Mar. També s'hi exposa un quadre d'Antoni Guerra "el jove" representant sant Elm (1701) que va ser un encàrrec dels Cònsols de Mar de Perpinyà.